# Floydada
Floydada é uma cidade localizada no estado norte-americano de Texas, no Condado de Floyd.

## Demografia
Segundo o censo norte-americano de 2000, a sua população era de 3676 habitantes.
Em 2006, foi estimada uma população de 3257, um decréscimo de 419 (-11.4%).

## Geografia
De acordo com o United States Census Bureau tem uma área de
5,3 km², dos quais 5,3 km² cobertos por terra e 0,0 km² cobertos por água. Floydada localiza-se a aproximadamente 970 m acima do nível do mar.

## Localidades na vizinhança
O diagrama seguinte representa as localidades num raio de 40 km ao redor de Floydada.